# Myrmarachne formica
Myrmarachne formica är en spindelart som först beskrevs av Carl Ludwig Doleschall 1859.  Myrmarachne formica ingår i släktet Myrmarachne och familjen hoppspindlar. Inga underarter finns listade i Catalogue of Life.